# Metopochetus
Metopochetus (лат.) — род двукрылых из семейства ходуленожек (Micropezidae), включающий 18 видов и распространённый в Австралии, Новой Гвинее и прилежащих островах.

## Описание
Мухи похожие на муравьёв родов Leptomyrmex and Myrmecia. Длина тела имаго от 5,1 до 13,2 мм. Длина головы обычно больше, чем высота. Лобно-орбитальная пластинка густо опушенная. Чуть выше шеи имеется затылочный бугорок. Среднеспинка в передней части сильно выпуклая, нависает над переднеспинкой. Тазики передних ног c выступающей впереди лопастью. Задние бёдра значительно длиннее средних. Все голени почти цилиндрические. Голени задних ног на вершине сплюснуты и сверху равномерно покрыты щетинками. Крылья сильно сужены. Пятый стернит брюшка самцов, как правило, двухлопастный или четырёхлопастный. Биологические особенности не известны.

## Классификация
Ближайшим родом является монотипический род Badisis, с которым они объединяются в трибу Metopochetini. В составе рода насчитывается 18 видов, группируемые в пять подродов.
- Подрод Crus Mc Alpine, 1998
  - Metopochetus aper Mc Alpine 1998
  - Metopochetus compressus (Walker, 1853)
  - Metopochetus corax Mc Alpine, 1998
  - Metopochetus curvus Mc Alpine, 1998
  - Metopochetus freyi Mc Alpine, 1998
  - Metopochetus lugens Mc Alpine, 1998
  - Metopochetus micidus Mc Alpine, 1998
  - Metopochetus terminalis (Walker, 1853)
- Подрод Scela Mc Alpine, 1998
  - Metopochetus clarus Mc Alpine, 1998
- Подрод Veru Mc Alpine, 1998
  - Metopochetus aitkeni Mc Alpine, 1998
- Подрод Seva Mc Alpine, 1998
  - Metopochetus bickeli Mc Alpine, 1998
  - Metopochetus bivittatus (Macquart, 1846)
  - Metopochetus regius Mc Alpine, 1998
- Подрод Metopochetus Enderlein, 1922
  - Metopochetus aequalis Mc Alpine, 1998
  - Metopochetus impar Mc Alpine, 1998
  - Metopochetus perclusus (Walker, 1864)
  - Metopochetus ralumenis Enderlein, 1922typus
  - Metopochetus tipuloides (Walker, 1865)

## Распространение
Представители рода встречаеются на Новой Гвинеей, Архипелаге Бисмарка, Австралии и Тасмании включает почти половину всех видов семейства Micropezidae на австралийском континенте.